# Inhibidores de la glicoproteína IIb/IIIa
En medicina , los inhibidores de la glicoproteína IIb/IIIa , también los inhibidores de la GpIIb/IIIa , son una clase de agentes antiplaquetarios .
Existen varios inhibidores de GpIIb/IIIa:
- abciximab (abcixifibán) (ReoPro)
- eptifibatida (Integrilin)
- tirofibán (Agrastat)
- roxifiban
- orbofiba

## Uso
Los inhibidores de la glicoproteína IIb/IIIa se utilizan con frecuencia durante la intervención coronaria percutánea (angioplastia con o sin colocación de stent intracoronario).
Actúan previniendo la agregación plaquetaria y la formación de trombos . Lo hacen por inhibición del receptor GpIIb/IIIa en la superficie de las plaquetas .
También pueden usarse para tratar síndromes coronarios agudos, sin intervención coronaria percutánea, dependiendo del riesgo TIMI .
Deben administrarse por vía intravenosa. La forma oral se asocia con una mayor mortalidad y, por lo tanto, no debe administrarse.
En la nomenclatura de integrinas, la glicoproteína IIb/IIIa se denomina αIIbβ3.

## Historia
Su desarrollo surgió de la comprensión de la trombastenia de Glanzmann , una condición en la que el receptor GpIIb/IIIa es deficiente o disfuncional.